# Javier Palazón
Javier Palazón (* 18. Februar 1988 in Valencia, Spanien) ist ein spanischer Karambolagespieler, der mehrere Titel bei Welt-, Europa- und Spanischen Meisterschaften gewinnen konnte.

## Karriere
Erstmals nahm er als 8-Jähriger an einem Turnier des Clubs seines Vaters in Valencia-Paiporta teil. Als 15-Jähriger konnte Palazón 2003 seine erste Medaille bei nationalen Wettbewerben gewinnen, es war Bronze bei der spanischen Junioren-Meisterschaft. 2005 der erste internationale Medaillenerfolg bei der Junioren-Europameisterschaft, wieder Bronze, bei der Junioren-WM im gleichen Jahr die erste von drei Gold- (2008, 2009) und einer Silbermedaille (2007). 2010 und 2011 jeweils Bronze bei der Dreiband-Weltmeisterschaft, ebenfalls bei der Dreiband-Weltmeisterschaft für Nationalmannschaften 2012 in Viersen, zusammen mit Daniel Sánchez.
Beim dritten Weltcup 2019 im belgischen Blankenberge kam seine erste Goldmedaille dieser Turnierserie hinzu. Im Finale konnte er den Deutschen Martin Horn mit 40:26 besiegen. Er ist, nach Daniel Sánchez (12 ×), erst der zweite spanische Spieler der im Weltcup siegen konnte.
Es steht, hinter Rubén Legazpi, mit insgesamt 23 spanischen Medaillentiteln (5 × Gold, 8 × Silber und 10 Bronze) auf Platz 5 in der Liste der erfolgreichsten Dreibandspieler seines Landes.
Der gebürtige Valencianer lebt im Ortsteil Paiporta und spielt für den lokalen „Club Billar Paiporta de Valencia“ mit dem er einige nationale Titel im Team gewinnen konnte.

## Erfolge
- Dreiband-Weltmeisterschaft:  2010, 2011
- Dreiband-Weltmeisterschaft der Junioren:  2005, 2008, 2009  2007
- Dreiband-Weltmeisterschaft für Nationalmannschaften:  2012
- Dreiband-Weltcup:  2019/3  2014/7

- Dreiband-Europameisterschaft für Nationalmannschaften:  2008  2009
- Dreiband-Europameisterschaft der Junioren:  2006  2008, 2009  2005
- Spanische Dreiband-Meisterschaft:  2010  2009, 2017
- Spanische Juniorenmeisterschaft im Dreiband:  2003

Quellen: 